# Saison 2013-2014 du FC Barcelone
Maillots
Chronologie
Saison précédente Saison suivante
Cette saison est la 115e depuis la fondation du FC Barcelone. Elle fait suite à la saison 2012-2013 qui a vu le Barça remporter le championnat d'Espagne.
Lors de la saison 2013-2014, le FC Barcelone est engagé dans quatre compétitions officielles : championnat d'Espagne, Ligue des Champions, Coupe d'Espagne et Supercoupe d'Espagne.
L'été 2013 est marqué par l'arrivée de Neymar et le départ pour raisons de santé de l'entraîneur Tito Vilanova qui est remplacé par Gerardo Martino.

## Pré-saison
En mai 2013, le FC Barcelone homologue la venue de l'international brésilien Neymar.

### Juin
En juin 2013, Barcelone recrute Rubi au poste de deuxième adjoint de l'entraîneur Tito Vilanova. Il aidera le premier adjoint Jordi Roura en cas d'absence de Tito Vilanova.

### Juillet
Le 16 juillet 2013, l'équipe reprend les entraînements à la Ciutat Esportiva Joan Gamper avec douze éléments de l'équipe première (Pinto, Oier, Montoya, Adriano, Bartra, Puyol, Mascherano, Dos Santos, Sergi Roberto, Cuenca, Tello et Messi) et onze membres du Barça B (Ilie Sánchez, Carles Planas, Sergi Gómez, Joan Román, Kiko Femenía, Javier Espinosa, Patric Gabarrón, Jean Marie Dongou, Dani Nieto, Jordi Quintillà et Sergi Samper).
Le 19 juillet, Tito Vilanova renonce à son poste d'entraîneur en raison d'une détérioration de son état de santé. À la suite des problèmes de santé de Tito Vilanova, le Barça repousse au 30 juillet le match amical en Pologne du lendemain à la PGE Arena du Lechia Gdansk.
Le 23 juillet, Barcelone recrute l'entraîneur argentin Gerardo Martino en remplacement de Tito Vilanova. Le Rosarino amène avec lui son assistant Jorge Pautasso et le préparateur physique Elvio Paolorosso.
Barcelone est tenu en échec 2 à 0 en match amical contre le Bayern Munich de Pep Guardiola le 24 juillet à Munich, puis enchaîne en disposant 7 à 0 de Valerenga à l'Ullevaal Stadion d'Oslo le 27 juillet dans le cadre de la célébration du centenaire du club norvégien.
Le 29 juillet, les dix internationaux qui avaient participé à la Coupe des confédérations 2013 renouent avec le chemin de l'entraînement (Neymar, Alves, Valdés, Piqué, Alba, Busquets, Xavi, Fàbregas, Iniesta et Pedro).
Barcelone fait match nul 2 à 2 contre le Lechia Gdansk le 30 juillet à la PGE Arena. Il s'agit du premier match de Neymar sous la tunique Blaugrana.

## Saison 2013-2014

### Août

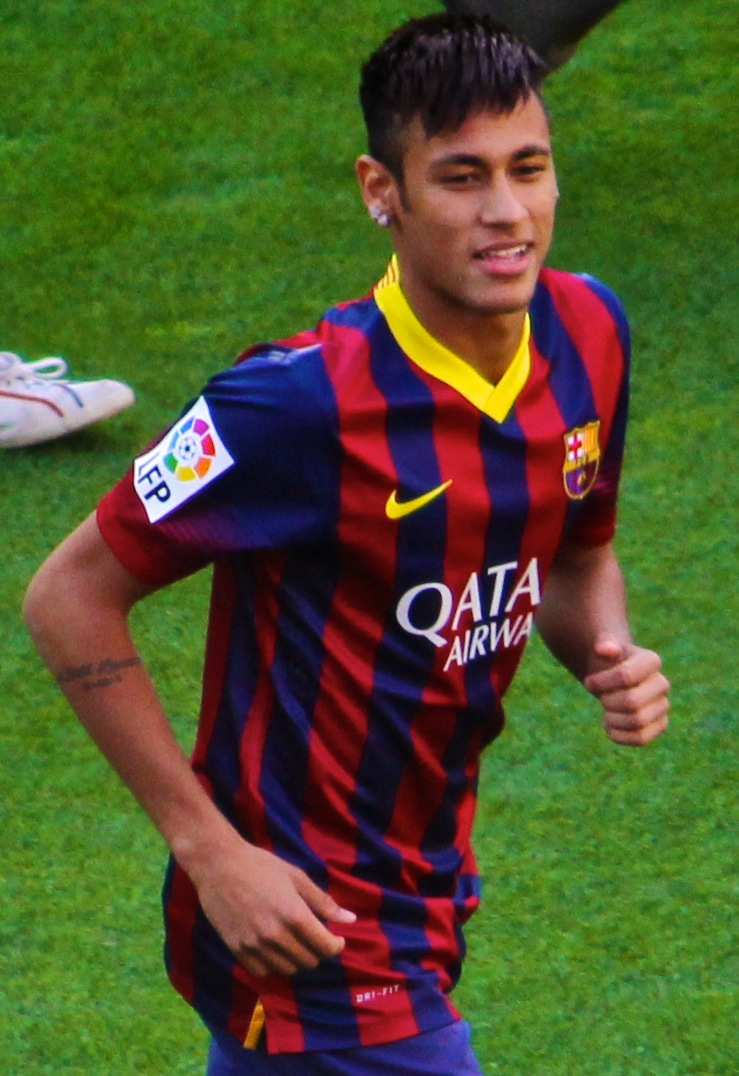
Neymar, principale recrue de l'été, débute au Camp Nou lors du Trophée Joan Gamper.

Le nouvel entraîneur Gerardo Martino débute sur le banc le 2 août lors du Trophée Joan Gamper au cours duquel Barcelone bat 8 à 0 Santos FC, l'ancien club de Neymar. Barcelone voyage les 3 et 4 août en Palestine puis en Israël pour y réaliser des actes en faveur de la paix.
Barcelone entame ensuite une tournée asiatique qui passe par la Thaïlande où le Barça bat 7 à 1 l'équipe nationale le 7 août à Bangkok (premier but de Neymar sous la tunique Blaugrana). Le 10 août, Barcelone bat 3 à 1 une sélection de Malaisie au cours d'un autre match amical à Kuala Lumpur le 10 août.
Le Liga qui débute le 18 août voit Barcelone humilier Levante 7 à 0 (dont deux buts de Lionel Messi) en match d'ouverture au Camp Nou.
Le 21 août, dans le cadre de la première manche de la Supercoupe d'Espagne, Barcelone obtient un match nul 1 à 1 (but de Neymar qui est le premier officiel avec son nouveau club) face à l'Atlético Madrid au Stade Vicente Calderón. Lionel Messi est remplacé à la mi-temps en raison d'une contusion.
Le déplacement de Barcelone à Málaga sans Lionel Messi, ménagé, aboutit à une victoire empreinte de réalisme 1 à 0 (but d'Adriano) le 25 août lors de la 2e journée de championnat. Une victoire qui permet à Barcelone d'être en tête du championnat depuis 40 matchs consécutifs.
Le 28 août, Barcelone affronte au Camp Nou l'Atlético Madrid lors du match retour de la Supercoupe d'Espagne qui se solde par un score de 0 à 0. Barcelone remporte cette Supercoupe d'Espagne grâce au but marqué à l'extérieur lors du match aller. C'est la première fois que Messi et Neymar sont alignés ensemble dès le début.
Le 29 août a lieu le tirage au sort de Ligue des champions. Le club catalan est encadré dans le groupe H avec l'AC Milan (quatrième confrontation en 3 ans), l'Ajax d'Amsterdam (première confrontation dans l'histoire) et le Celtic FC (deuxième confrontation en 2 ans).

### Septembre
Septembre est marqué par le retour de la Ligue des champions et par les cinq journées de championnat d'Espagne.
Le 1er septembre, Barcelone bat Valence CF 3 à 2 (trois buts de Messi en 1re mi-temps) au Stade de Mestalla lors de la 3e journée de championnat. Le championnat s'interrompt pendant 15 jours en raison des matchs de l'équipe d'Espagne.
Le 14, Barcelone bat Séville FC 3 à 2 (4e journée de championnat) grâce à des buts de Alves (36e) et Messi (75e) et le but de la victoire dans les arrêts de jeu signé Alexis Sánchez. Le 18 au Camp Nou, Barcelone joue son premier match de Ligue des champions face à l'Ajax d'Amsterdam et gagne 4 à 0 avec un triplé de Messi et un but de Piqué. C'est la première fois que les deux clubs s'affrontent en compétition officielle.
Barcelone bat ensuite à l'extérieur le Rayo Vallecano 4 à 0 (triplé de Pedro) le 21 (5e journée de championnat). Le 24, Barcelone signe sa sixième victoire consécutive en championnat en battant 4 à 1 la Real Sociedad au Camp Nou (6e journée de championnat), match durant lequel le Barça a déployé une belle qualité de jeu, surtout en première mi-temps. Barcelone conserve ainsi la tête du championnat pour la 44e journée consécutive.
Le mois de septembre s'achève par une nouvelle victoire le 28 sur le terrain de l'UD Almería (7e journée de championnat) sur le score de 2 à 0 (Messi ouvre le score puis doit sortir avant la pause à la suite d'une blessure à la cuisse qui le rend indisponible pendant trois semaines). Le Barça, avec cette septième victoire en autant de rencontres, signe le meilleur début de championnat de son histoire. Seul l'Atlético Madrid parvient à suivre le rythme de Barcelone, tandis que le Real Madrid pointe déjà à 5 points du leader blaugrana.

### Octobre
Le 1er octobre, en Ligue des champions, Barcelone bat le Celtic à Glasgow 1 à 0 (but de Fàbregas) lors d'un match d'une grande intensité physique. En l'absence de Messi, aussi bien Neymar que Fàbregas assument leurs responsabilités et délivrent un très bon match.
Barcelone reçoit ensuite la visite de Valladolid le 5 (8e journée de championnat) qui se solde par une victoire facile 4 à 1. Le championnat s'interrompt pendant 15 jours en raison des deux matchs de l'équipe d'Espagne qualificatifs pour la Coupe du monde 2014.
Le 19, Barcelone laisse échapper ses premiers points en faisant match nul 0 à 0 sur le terrain d'Osasuna (9e journée de championnat). Ce match est marqué par le retour du capitaine Carles Puyol qui est titularisé après sept mois d'absence. Ce match met un terme à la série historique de 64 matchs de championnat consécutifs où le Barça avait réussi à marquer au moins un but. La défaite de l'Atlético face à l'Espanyol permet au Barça de conserver la tête du championnat pour la 47e journée consécutive. Après neuf journées de championnat, Barcelone est la seule équipe encore invaincue.
Puis le 22, Barcelone obtient à San Siro un nouveau match nul (1 à 1, but de Messi) face à l'AC Milan en Ligue des champions (3e journée de poule).
Le premier Clásico de la saison face au Real Madrid se solde par une belle victoire du Barça sur le score de 2 à 1, à l'issue d'un match équilibré (buts de Neymar et Alexis Sánchez) au Camp Nou le 26 octobre (10e journée de championnat). Il s'agit de la 20e victoire consécutive en Liga au Camp Nou, la meilleure série depuis 40 ans. Barcelone compte désormais six points d'avance sur le Real mais un seul point sur l'Atlético Madrid.
Octobre se termine par une victoire 3 à 0 (buts d'Alexis et Fàbregas) à Vigo le mardi 29 contre le Celta (11e journée de championnat).

### Novembre
Novembre s'ouvre par une victoire 1 à 0 (but d'Alexis après une belle action de Neymar) dans le derby barcelonais contre l'Espanyol au Camp Nou (12e journée de championnat). Cette victoire permet au Barça de se maintenir en tête du championnat pour la 50e journée consécutive.
Le 6, au Camp Nou, Barcelone bat l'AC Milan 3 à 1 en Ligue des champions (4e journée de poule) avec deux buts de Messi et un de Busquets. Avec cette victoire, Barcelone se qualifie pour les 1/8e de finale alors qu'il reste encore deux matchs à jouer.
Le 10 novembre, Barcelone bat à Séville le Betis 4 a 1 (13e journée de championnat) avec des buts de Neymar, Pedro et Fàbregas. Lionel Messi quitte le terrain en 1re mi-temps en raison d'une nouvelle blessure musculaire qui le rend indisponible pendant deux mois. Le championnat s'interrompt pendant 15 jours en raison de deux matchs amicaux de l'équipe d'Espagne en Afrique. Lors du match de l'Espagne face à l'Afrique du Sud le 19 novembre, le gardien de but du Barça Víctor Valdés se blesse au mollet et est indisponible pendant six semaines. Il est remplacé lors des prochains matchs par José Manuel Pinto.
Le 23, Barcelone reçoit Grenade CF (14e journée de championnat). Pour ce match, l'entraîneur Gerardo Martino fait appel à deux joueurs de l'équipe réserve (Jean Marie Dongou et Adama Traoré) en raison du grand nombre de joueurs blessés (Valdés, Alves, Alba, Xavi, Messi et Tello). Barcelone l'emporte 4 à 0 (buts d'Iniesta, Fàbregas, Alexis et Pedro) tandis que le jeune Adama Traoré (17 ans) débute en Première division en jouant les dix dernières minutes du match.
Le 26, Barcelone subit sa première défaite de la saison (2 à 1) sur le terrain de l'Ajax en Ligue des champions (5e journée de poule).

### Décembre
Décembre débute par une défaite 1 à 0 au nouveau stade de San Mamés face à l'Athletic Bilbao (15e journée de championnat). Malgré cette défaite, le FC Barcelone égale le record de 53 journées consécutives en tête du championnat détenu par le Real Madrid depuis 1988. Record que le club parvient à battre quinze jours plus tard.
Le 6 décembre, le FC Barcelone commence son parcours en Coupe d'Espagne en battant le FC Carthagène 4 à 1 (1/16e de finale aller). Ce match est marqué par le début en match officiel du jeune attaquant Camerounais Jean Marie Dongou formé à La Masia et qui parvient à inscrire un but.
Puis le club remporte trois matchs de suite au Camp Nou : le 11 décembre, le FC Barcelone assure la première place de son groupe en battant facilement le Celtic en Ligue des champions sur le score de 6 à 1 avec trois buts de Neymar (6e et dernière journée de poule) ; le 14 décembre, Barcelone bat le cinquième du classement Villarreal 2 à 1 avec deux buts de Neymar (16e journée de championnat) ; le 17 décembre, Barcelone bat le FC Carthagène 3 à 0 en Coupe d'Espagne (1/16e de finale retour) et se qualifie pour le tour suivant.
Le 16 décembre, le tirage au sort des 1/8 de finale de la Ligue des champions désigne Manchester City comme adversaire du FC Barcelone.
Le Barça termine l'année 2013 par un déplacement à Getafe le 22 décembre sans Xavi, sans Neymar qui est suspendu, ni Messi encore convalescent (17e journée de championnat). Barcelone accuse ces absences importantes et est rapidement mené 2-0, mais avant la pause Pedro Rodríguez inscrit trois buts et Barcelone finit par l'emporter 5 à 2 avec encore deux buts de Cesc Fàbregas en 2e mi-temps. Barcelone termine ainsi l'année en tête du championnat, à égalité de points avec l'Atlético de Madrid mais avec un meilleur goal-average pour le Barça.
L'équipe dispose de vacances jusqu'au 30 décembre.

### Janvier
En janvier, le FC Barcelone dispute quatre matchs du championnat d'Espagne et quatre matchs de Coupe.
Après être parti en Argentine pendant tout le mois de décembre afin d'y soigner sa blessure musculaire, Lionel Messi revient à Barcelone le 2 janvier.
L'année 2014 commence par une rencontre le 5 janvier contre le néo-promu Elche au Camp Nou (18e journée de championnat) sans Messi, ni Neymar dans le onze titulaire mais avec le gardien Víctor Valdés qui fait son retour après six semaines d'absence. Barcelone l'emporte facilement 4 à 0 avec un triplé d'Alexis Sánchez.
Le 8 janvier, Lionel Messi fait son grand retour au Camp Nou après deux mois d'absence en inscrivant deux buts face à Getafe lors de la victoire 4 à 0 en match aller des 1/8 de finale de la Coupe d'Espagne.
Le 11, Barcelone se déplace au stade Vicente Calderón pour un match au sommet contre l'Atlético de Madrid lors de la 19e journée de championnat. Barcelone, privé de Messi et Neymar dans le onze initial, obtient un match nul 0 à 0 qui lui donne le titre honorifique de champion d'hiver avec 50 points (16 victoires, deux nuls, une défaite).
Le 16 janvier, Barcelone bat Getafe 2 à 0 lors du match retour des 1/8 de finale de la Coupe d'Espagne sur le terrain de Getafe avec deux buts de Lionel Messi. Neymar se blesse à la cheville et est indisponible pendant trois semaines. Xavi Hernández, joueur le plus capé de l'histoire du club, fête son 700e match sous le maillot du Barça.
Le 19 janvier, Barcelone se déplace à Valence pour y affronter Levante (20e journée de championnat). Le match se termine sur le score de 1 à 1, suffisant pour que Barcelone conserve la tête du championnat (58 journées consécutives en tête).
Le 22, Barcelone affronte de nouveau Levante mais cette fois pour le compte des 1/4 de finale de la Coupe d'Espagne. Le Barça l'emporte sur le score de 4 à 1 avec un triplé de Cristian Tello grâce à trois passes décisives de Lionel Messi. Lors de ce match, Lionel Messi fête son 400e match sous le maillot du Barça, rentrant ainsi, à l'âge de 26 ans, dans le top 10 des joueurs les plus capés de l'histoire du club.
Le 23 janvier, Le Barça s'enfonce dans la crise, avec la démission du président du club Sandro Rosell à la suite de l'ouverture d'une enquête judiciaire visant de possibles irrégularités financières dans le transfert de Neymar. Sandro Rosell est remplacé par Josep Maria Bartomeu qui était jusqu'alors vice-président. Il révèle alors le montant du transfert de Neymar qui est de 86 millions d'euros, personne n'avait jamais vu ça dans le monde du football.
Le 26, Barcelone bat Málaga 3 à 0 au Camp Nou en proposant un excellent niveau de jeu (21e journée de championnat). Ibrahim Afellay, ovationé par le public, joue quelques minutes en fin de match après 14 mois d'absence en raison d'une blessure.
Le 29, Barcelone bat Levante 5 à 1 en match retour des 1/4 de finale de la Coupe d'Espagne. C'est la 42e fois de son histoire que le Barça se qualifie pour les demi-finales de la Coupe d'Espagne.

### Février
Quatre matchs de championnat, deux en Coupe et un en Ligue des champions sont au programme du mois de février.
Le 1er février, Barcelone encaisse une défaite surprenante 2 à 3 face à Valence CF au Camp Nou (22e journée de championnat). Le jeu de l'équipe laisse à désirer avec un singulier manque de mordant en attaque et une défense fragile. Barcelone se retrouve désormais à 3 points du nouveau leader, l'Atlético de Madrid.
Le 5 février, Barcelone met un pied en finale de la Coupe d'Espagne en battant la Real Sociedad 2 à 0 au Camp Nou lors de la demi-finale aller.
Le 9 février, le Barça reprend la tête de la Liga en battant 4 à 1 Séville FC au Stade Sánchez Pizjuán (avec deux buts de Messi) sous une pluie torrentielle (23e journée de championnat). Au classement, Barcelone, Real Madrid et Atlético Madrid ont le même nombre de points (57), mais le Barça est leader grâce à un meilleur goal-average.
Barcelone se qualifie pour la finale de la Coupe d'Espagne en faisant match nul 1 à 1 (but de Messi) lors du match retour de la demi-finale le 12 février contre la Real Sociedad au Stade d'Anoeta. En finale, le 16 avril à Valence, Barcelone affronte le Real Madrid.
Le 15 février, Barcelone bat 6 à 0 le Rayo Vallecano au Camp Nou (24e journée de championnat) avec des buts de Messi, Adriano, Alexis, Pedro et neymar Neymar qui fait son retour après un mois d'absence à la suite d'une blessure. Avec ses deux buts, Lionel Messi passe devant le légendaire Alfredo Di Stéfano au classement des Meilleurs buteurs de l'histoire du championnat d'Espagne. Messi (228 buts en Liga) est désormais 3e de ce classement historique juste derrière Telmo Zarra (251 buts) et Hugo Sánchez (234). Après quelques matchs moyens, le FC Barcelone est en nette progression avec notamment un Andrés Iniesta retrouvé et un Cesc Fàbregas des grands jours.
La Ligue des champions revient le 18 février avec le 1/8 de finale aller contre Manchester City au Etihad Stadium. Barcelone parvient à battre Manchester City 2 à 0 (buts de Messi et Alves) au cours d'un match où les Barcelonais font montre d'une plus grande expérience en compétition européenne.
Sans Fàbregas, Alves, Mascherano et Xavi dans le onze initial, Barcelone concède une lourde défaite 3 à 1 à Saint-Sébastien face à la Real Sociedad le 22 février (25e journée de championnat). Barcelone se retrouve à la 2e place du classement à 3 points du Real Madrid.

### Mars
Six journées du championnat d'Espagne et un match de Ligue des champions sont au programme du mois de mars.
Le 2 mars, Barcelone bat 4 à 1 Almería au Camp Nou (26e journée de championnat) et revient à un point du leader. Le 8 mars, Barcelone subit une défaite 1 à 0 au Stade José Zorrilla face au Real Valladolid (27e journée de championnat). Lors des dix dernières journées, Barcelone a laissé échapper 13 points et se retrouve à la troisième place du classement à quatre points du Real.
Barcelone bat 2 à 1 Manchester City le 12 mars en match retour des 1/8 de finale de la Ligue des champions et se qualifie pour les 1/4 de finale en jouant à un bon niveau (grand match de Messi et d'Iniesta).
Le 16, Barcelone bat facilement Osasuna 7 à 0 avec trois buts de Lionel Messi (28e journée de championnat).
Le 23 mars, Barcelone réussit à battre le Real Madrid 4 à 3 lors du Clásico au Stade Santiago Bernabéu (29e journée de championnat). Lionel Messi marque trois buts au cours de ce match spectaculaire et devient le meilleur buteur de l'histoire dans les Clásicos (21 buts) devançant Alfredo di Stéfano. Barcelone (69 points) revient ainsi à un point du Real, tandis que l'Atlético (70 points) prend la tête.
Barcelone bat ensuite le Celta Vigo 3 à 0 (dont deux buts de Neymar) le 26 mars au Camp Nou (30e journée de championnat). Le gardien Víctor Valdés est victime d'une rupture des ligaments croisés du genou et est indisponible pour le reste de la saison. Barcelone profite de la défaite du Real à Séville pour prendre la deuxième place derrière l'Atlético.
Barcelone remporte 1 à 0 le derby barcelonais contre l'Espanyol le 29 mars au Stade Cornellà-El Prat (31e journée de championnat) grâce à un but de Messi sur penalty.

### Avril
Quatre journées de championnat, deux matchs de Ligue des champions et la finale de la Coupe d'Espagne sont au programme du mois d'avril.
Le mois commence par le match aller des quarts de finale de la Ligue des champions face à l'Atlético Madrid au Camp Nou qui se termine sur le résultat de 1 à 1 (but de Neymar pour les blaugranas). Gerard Piqué se blesse au cours du match et reste indisponible pendant un mois.
Le 5 avril, au Camp Nou, Barcelone bat 3 à 1 le Betis, lanterne rouge au classement (32e journée de championnat).
Le 9 avril a lieu le match retour des quarts de finale de la Ligue des champions contre l'Atlético Madrid. Barcelone perd 1 à 0 et est éliminé. Il s'agit du 500e match d'Andrés Iniesta sous le maillot du Barça. C'est la première fois depuis la saison 2006-2007 que Barcelone n'atteint pas les demi-finales de la Ligue de champions.
Le 12, Barcelone subit une nouvelle défaite 1 à 0 au Nuevo Los Cármenes face à Grenade CF (33e journée de championnat) et se retrouve désormais à 4 points du leader Atlético de Madrid.
Le 16 avril à Valence, Barcelone subit sa troisième défaite consécutive en perdant la finale de la Coupe d'Espagne face au Real Madrid 2 à 1. Neymar et Jordi Alba se blessent et sont indisponibles pendant un mois.
Le 20 avril, Barcelone renoue avec la victoire en battant 2 à 1 l'Athletic Bilbao (34e journée de championnat).
Le 25 avril, l'ex-entraîneur, Tito Vilanova décède des suites de sa maladie.
Le 27, Barcelone s'impose 3 à 2 sur le terrain de Villarreal (35e journée de championnat). Lors de ce match, le footballeur barcelonais Dani Alves est victime d'un acte raciste : un supporter de Villarreal lui lance une banane lorsqu'il s'apprête à tirer un corner. Le footballeur brésilien réagit avec humilité et décide de la manger. Quelques jours après le match, le club de Villarreal décide d'exclure à vie le supporter auteur des faits.

### Mai
Trois journées de championnat sont au programme du mois de mai.
Le 3 mai, Barcelone concède un nul 2 à 2 face à Getafe CF au Camp Nou (36e journée de championnat). Barcelone revient à trois points du leader Atlético Madrid qui perd contre Levante. Le 5 mai, la presse catalane évoque la réunion maintenue par le directeur sportif du club Andoni Zubizarreta avec celui qui pourrait bientôt devenir le nouvel entraîneur, Luis Enrique.
Le 11 mai, Barcelone fait match nul 0 à 0 lors de son dernier déplacement de la saison contre Elche CF (37e journée de championnat).
Le 16 mai, le club trouve un accord avec Lionel Messi pour une prolongation de contrat jusqu'en 2018.
Le championnat s'achève le samedi 17 mai au Camp Nou par un match décisif contre l'Atlético de Madrid (38e journée de championnat). Barcelone, qui est 2e à trois points de l'Atlético, deviendrait champion en cas de victoire. Ce n'est que la troisième fois dans l'histoire de la Liga que les deux prétendants au titre s'affrontent lors de la dernière journée. Barcelone marque en 1re mi-temps par l'intermédiaire d'Alexis Sánchez, à ce moment Barcelone est champion. Mais la joie sera de courte durée car dès le début de la 2e mi-temps, l'Atlético égalise sur un but de Godín de la tête à la sortie d'un corner. Le match s'achève sur ce résultat de 1 à 1 qui donne le titre à l'Atlético (le 10e de son histoire). Après le match, l'entraîneur argentin Gerardo Martino annonce devant les journalistes qu'il quitte ses fonctions.

## Transferts
| Nom              | Nationalité | Forme            | Provenance/Destination | Division              |
| Arrivées         |             |                  |                        |                       |
| Neymar           | Brésil      | Transfert (57M€) | Santos FC              | Championnat du Brésil |
| Ibrahim Afellay  | Pays-Bas    | Retour de prêt   | FC Schalke 04          | Bundesliga            |
| Isaac Cuenca     | Espagne     | Retour de prêt   | Ajax Amsterdam         | Eredivisie            |
| Sergi Roberto    | Espagne     | Formé au club    | FC Barcelone B         | Segunda División      |
| Oier Olazábal    | Espagne     | Formé au club    | FC Barcelone B         | Segunda División      |
| Départs          |             |                  |                        |                       |
| Andreu Fontàs    | Espagne     | Transfert (1M)   | Celta de Vigo          | Liga BBVA             |
| Éric Abidal      | France      | Libre            | AS Monaco              | Ligue 1               |
| Marc Muniesa     | Espagne     | Libre            | Stoke City             | Premier League        |
| Bojan Krkic      | Espagne     | Prêt             | Ajax Amsterdam         | Eredivisie            |
| David Villa      | Espagne     | Transfert (5M)   | Atlético Madrid        | Liga BBVA             |
| Gerard Deulofeu  | Espagne     | Prêt             | Everton FC             | Premier League        |
| Rafael Alcántara | Espagne     | Prêt             | Celta de Vigo          | Liga BBVA             |
| Thiago Alcántara | Espagne     | Transfert (25M)  | Bayern Munich          | Bundesliga            |

## Effectif 2013-2014
Joueurs réserves en provenance du FC Barcelone B :
| N° | Nom               | Poste     | Naissance       | Nationalité sportive |
| 26 | Patric Gabarrón   | Défenseur | 17 avril 1993   | Espagne              |
| 27 | Sergi Gómez       | Défenseur | 28 mars 1992    | Espagne              |
| 28 | Adama Traoré      | Attaquant | 25 janvier 1996 | Espagne              |
| 29 | Jean Marie Dongou | Attaquant | 20 avril 1995   | Cameroun             |

## Compétitions

### Trophée Joan Gamper
| Date        | Adversaire | Lieu                | Score | Buteurs                                                                                   |
| ----------- | ---------- | ------------------- | ----- | ----------------------------------------------------------------------------------------- |
| 2 août 2013 | Santos FC  | Camp Nou, Barcelone | 8-0   | Messi 7e, Leo 12e (csc), Alexis 21e, Pedro 28e, Fàbregas 53e 67e, Adriano 74e, Dongou 83e |

### Supercoupe d'Espagne
| Date         | J.     | Adversaire      | Lieu                           | Score | Buteurs    |
| ------------ | ------ | --------------- | ------------------------------ | ----- | ---------- |
| 21 août 2013 | Aller  | Atlético Madrid | Stade Vicente Calderón, Madrid | 1-1   | Neymar 66e |
| 28 août 2013 | Retour | Atlético Madrid | Camp Nou, Barcelone            | 0-0   |            |

| Supercoupe d'Espagne Vainqueur 2013 |
| ----------------------------------- |
| FC Barcelone 11e Titre              |

### Championnat

#### Calendrier
| Date       | J.  | Adversaire         | Lieu                                          | Score | Buteurs                                                              |
| ---------- | --- | ------------------ | --------------------------------------------- | ----- | -------------------------------------------------------------------- |
| 18/08/2013 | 1re | Levante UD         | Camp Nou, Barcelone                           | 7-0   | Alexis 3e Messi 12e 42e (pen.) Dani Alves 24e Pedro 26e 72e Xavi 45e |
| 25/08/2013 | 2e  | Málaga CF          | Stade La Rosaleda, Malaga                     | 0-1   | Adriano 44e                                                          |
| 01/09/2013 | 3e  | Valence CF         | Estadio Mestalla, Valence                     | 2-3   | Messi 11e 39e 41e                                                    |
| 14/09/2013 | 4e  | Séville FC         | Camp Nou, Barcelone                           | 3-2   | Dani Alves 35e Messi 75e Alexis 90+4e                                |
| 21/09/2013 | 5e  | Rayo Vallecano     | Stade Teresa Rivero, Madrid                   | 0-4   | Pedro 32e 47e 71e Fàbregas 77e                                       |
| 24/09/2013 | 6e  | Real Sociedad      | Camp Nou, Barcelone                           | 4-1   | Neymar 5e Messi 8e Busquets 23e Bartra 77e                           |
| 28/09/2013 | 7e  | UD Almería         | Estadio de los Juegos Mediterráneos, Almería  | 0-2   | Messi 21e Adriano 56e                                                |
| 05/10/2013 | 8e  | Real Valladolid    | Camp Nou, Barcelone                           | 4-1   | Alexis 14e 64e Xavi 52e Neymar 70e                                   |
| 19/10/2013 | 9e  | Osasuna            | Stade Reyno de Navarra, Pampelune             | 0-0   |                                                                      |
| 26/10/2013 | 10e | Real Madrid        | Camp Nou, Barcelone                           | 2-1   | Neymar 19e Alexis 78e                                                |
| 29/10/2013 | 11e | Celta de Vigo      | Stade Balaídos, Vigo                          | 0-3   | Alexis 9e Yoel 48e (csc) Fàbregas 54e                                |
| 01/11/2013 | 12e | Espanyol Barcelone | Camp Nou, Barcelone                           | 1-0   | Alexis 68e                                                           |
| 10/11/2013 | 13e | Betis Séville      | Stade Benito Villamarín, Séville              | 1-4   | Neymar 36e Pedro 37e Fàbregas 63e 79e                                |
| 23/11/2013 | 14e | Granada CF         | Camp Nou, Barcelone                           | 4-0   | Iniesta 20e (pen.) Fàbregas 40e (pen.) Alexis 71e Pedro 90e          |
| 01/12/2013 | 15e | Athletic Bilbao    | Stade San Mamés, Bilbao                       | 1-0   |                                                                      |
| 14/12/2013 | 16e | Villarreal CF      | Camp Nou, Barcelone                           | 2-1   | Neymar 29e (pen.) 68e                                                |
| 22/12/2013 | 17e | Getafe CF          | Coliseum Alfonso Pérez, Getafe                | 2-5   | Pedro 35e 41e 43e Fàbregas 68e 72e (pen.)                            |
| 05/01/2014 | 18e | Elche CF           | Camp Nou, Barcelone                           | 4-0   | Alexis 7e 63e 69e Pedro 16e                                          |
| 11/01/2014 | 19e | Atlético Madrid    | Stade Vicente Calderón, Madrid                | 0-0   |                                                                      |
| 19/01/2014 | 20e | Levante UD         | Stade Ciutat de València, Valence             | 1-1   | Piqué 19e                                                            |
| 26/01/2014 | 21e | Málaga CF          | Camp Nou, Barcelone                           | 3-0   | Piqué 40e Pedro 55e Alexis 61e                                       |
| 01/02/2014 | 22e | Valence CF         | Camp Nou, Barcelone                           | 2-3   | Alexis 7e Messi 54e (pen.)                                           |
| 09/02/2014 | 23e | Séville FC         | Sanchez Pizjuan, Séville                      | 1-4   | Alexis 34e Messi 44e 56e Fàbregas 88e                                |
| 15/02/2014 | 24e | Rayo Vallecano     | Camp Nou, Barcelone                           | 6-0   | Adriano 2e Messi 36e 68e Alexis 53e Pedro 56e Neymar 89e             |
| 22/02/2014 | 25e | Real Sociedad      | Stade d'Anoeta, Saint-Sébastien               | 3-1   | Messi 35e                                                            |
| 02/03/2014 | 26e | UD Almería         | Camp Nou, Barcelone                           | 4-1   | Alexis 9e Messi 24e Puyol 83e Xavi 89e                               |
| 08/03/2014 | 27e | Real Valladolid    | Stade José Zorrilla, Valladolid               | 1-0   |                                                                      |
| 16/03/2014 | 28e | Osasuna            | Camp Nou, Barcelone                           | 7-0   | Messi 18e 63e 88e Alexis 22e Iniesta 34e Tello 78e Pedro 90e         |
| 23/03/2014 | 29e | Real Madrid        | Stade Santiago Bernabéu, Madrid               | 3-4   | Iniesta 7e Messi 42e 65e (pen.) 84e (pen.)                           |
| 26/03/2014 | 30e | Celta de Vigo      | Camp Nou, Barcelone                           | 3-0   | Neymar 6e 67e Messi 30e                                              |
| 29/03/2014 | 31e | Espanyol Barcelone | Stade Cornellà-El Prat, Cornellà de Llobregat | 0-1   | Messi 76e (pen.)                                                     |
| 05/04/2014 | 32e | Betis Séville      | Camp Nou, Barcelone                           | 3-1   | Messi 15e (pen.) 86e Figueras 67e (csc)                              |
| 12/04/2014 | 33e | Granada CF         | Nuevo Los Cármenes, Grenade                   | 1-0   |                                                                      |
| 20/04/2014 | 34e | Athletic Bilbao    | Camp Nou, Barcelone                           | 2-1   | Pedro 72e Messi 75e                                                  |
| 27/04/2014 | 35e | Villarreal CF      | El Madrigal, Vila-real                        | 2-3   | Gabriel Paulista 65e (csc) Musacchio 78e (csc) Messi 83e             |
| 03/05/2014 | 36e | Getafe CF          | Camp Nou, Barcelone                           | 2-2   | Messi 23e Alexis 67e                                                 |
| 11/05/2014 | 37e | Elche CF           | Stade Martínez-Valero, Elche                  | 0-0   |                                                                      |
| 17/05/2014 | 38e | Atlético Madrid    | Camp Nou, Barcelone                           | 1-1   | Alexis 34e                                                           |

#### Classement et statistiques

##### Classement
Le classement est établi sur le barème de points classique (victoire à 3 points, match nul à 1, défaite à 0).
Pour départager les égalités, on tient d'abord compte des points en confrontations directes, puis de la différence de buts en confrontations directes, puis de la différence de buts générale, puis du nombre de buts marqués et enfin du nombre de points de Fair-Play.
mis à jour le 17 mai 2014
| Rang | Équipe             | Pts | J  | G  | N  | P  | Bp  | Bc | Diff |
| ---- | ------------------ | --- | -- | -- | -- | -- | --- | -- | ---- |
| 1    | Atlético Madrid    | 90  | 38 | 28 | 6  | 4  | 77  | 26 | +51  |
| 2    | FC Barcelone T S   | 87  | 38 | 27 | 6  | 5  | 100 | 33 | +67  |
| 3    | Real Madrid C      | 87  | 38 | 27 | 6  | 5  | 104 | 38 | +66  |
| 4    | Athletic Bilbao    | 70  | 38 | 20 | 10 | 8  | 64  | 39 | +25  |
| 5    | Séville FC C3      | 63  | 38 | 18 | 9  | 11 | 69  | 52 | +17  |
| 6    | Villarreal CF P    | 59  | 38 | 17 | 8  | 13 | 60  | 44 | +16  |
| 7    | Real Sociedad      | 59  | 38 | 16 | 11 | 11 | 62  | 55 | +7   |
| 8    | Valence CF         | 49  | 38 | 13 | 10 | 15 | 51  | 53 | -2   |
| 9    | Celta Vigo         | 49  | 38 | 14 | 7  | 17 | 49  | 54 | -5   |
| 10   | Levante UD         | 48  | 38 | 12 | 12 | 14 | 35  | 43 | -8   |
| 11   | Málaga CF          | 45  | 38 | 12 | 9  | 17 | 39  | 46 | -7   |
| 12   | Rayo Vallecano     | 43  | 38 | 13 | 4  | 21 | 46  | 80 | -34  |
| 13   | Espanyol Barcelone | 42  | 38 | 11 | 9  | 18 | 41  | 51 | -10  |
| 14   | Getafe CF          | 42  | 38 | 11 | 9  | 18 | 35  | 54 | -19  |
| 15   | Grenade CF         | 41  | 38 | 12 | 5  | 21 | 32  | 56 | -24  |
| 16   | Elche CF P         | 40  | 38 | 9  | 13 | 16 | 30  | 50 | -20  |
| 17   | UD Almería P       | 40  | 38 | 11 | 7  | 20 | 43  | 71 | -28  |
| 18   | CA Osasuna         | 39  | 38 | 10 | 9  | 19 | 32  | 62 | -30  |
| 19   | Real Valladolid    | 36  | 38 | 7  | 15 | 16 | 38  | 60 | -22  |
| 20   | Bétis Séville      | 25  | 38 | 6  | 7  | 25 | 36  | 78 | -42  |

Qualifications européennes
Ligue des champions 2014-2015
- 1er 2e et 3e : phase de groupes
- 4e : tour de barrages pour non-champions

Ligue Europa 2014-2015
- C  : phase de groupes
- 5e : tour de barrages
- 6e : 3e tour de qualification

Relégation
- 18e, 19e et 20e : relégation en Liga Adelante

Abréviations
T : Tenant du titre

C : Vainqueur de la Coupe du Roi 2013-2014

S : Vainqueur de la Supercoupe d'Espagne 2013

P : Promus de Liga Adelante

##### Évolution du classement
Lors de la 16e journée, Barcelone bat le record de 53 journées consécutives en tête du championnat détenu par le Real Madrid depuis 1988. Le 2 février 2014 (22e journée), après 59 journées consécutives en tête, Barcelone est dépassé au classement par l'Atlético de Madrid.
| Journée | 1 | 2 | 3 | 4 | 5 | 6 | 7 | 8 | 9 | 10 | 11 | 12 | 13 | 14 | 15 | 16 | 17 | 18 | 19 | 20 | 21 | 22 | 23 | 24 | 25 | 26 | 27 | 28 | 29 | 30 | 31 | 32 | 33 | 34 | 35 | 36 | 37 | 38 | Journées en tête | Nombre de journées relégable |
| ------- | - | - | - | - | - | - | - | - | - | -- | -- | -- | -- | -- | -- | -- | -- | -- | -- | -- | -- | -- | -- | -- | -- | -- | -- | -- | -- | -- | -- | -- | -- | -- | -- | -- | -- | -- | ---------------- | ---------------------------- |
| Rang    | 1 | 1 | 1 | 1 | 1 | 1 | 1 | 1 | 1 | 1  | 1  | 1  | 1  | 1  | 1  | 1  | 1  | 1  | 1  | 1  | 1  | 2  | 1  | 1  | 2  | 2  | 3  | 3  | 3  | 2  | 2  | 2  | 3  | 2  | 2  | 2  | 2  | 2  | 23               | 0                            |

### Coupe du Roi
Barcelone commence son parcours en 1/16 de finale le 6 décembre 2013 sur le terrain du FC Cartagena. En 1/8 de finale, Barcelone élimine Getafe et affronte Levante en 1/4 de finale. Le Barça élimine ensuite la Real Sociedad en 1/2 finale. La finale a lieu le 16 avril à Valence face au Real Madrid.
| Date       | J.         | Adversaire    | Lieu                              | Score | Buteurs                                           |
| ---------- | ---------- | ------------- | --------------------------------- | ----- | ------------------------------------------------- |
| 06/12/2013 | 16e aller  | FC Cartagena  | Stade Cartagonova, Carthagène     | 1-4   | Pedro 36e 76e Fàbregas 43e Dongou 90e             |
| 17/12/2013 | 16e retour | FC Cartagena  | Camp Nou, Barcelone               | 3-0   | Pedro 31e M. Sánchez 68e (csc) Neymar 88e         |
| 08/01/2014 | 8e aller   | Getafe CF     | Camp Nou, Barcelone               | 4-0   | Fàbregas 8e 63e (pen.) Messi 90e 90+3e            |
| 16/01/2014 | 8e retour  | Getafe CF     | Coliseum Alfonso Pérez, Getafe    | 0-2   | Messi 44e 63e                                     |
| 22/01/2014 | 1/4 aller  | Levante UD    | Stade Ciutat de València, Valence | 1-4   | Juanfran 53e (csc) Tello 60e 81e 86e              |
| 29/01/2014 | 1/4 retour | Levante UD    | Camp Nou, Barcelone               | 5-1   | Adriano 28e Puyol 44e Alexis 50e 52e Fàbregas 68e |
| 05/02/2014 | 1/2 aller  | Real Sociedad | Camp Nou, Barcelone               | 2-0   | Sergio 44e Zubikarai 60e (csc)                    |
| 12/02/2014 | 1/2 retour | Real Sociedad | Stade d'Anoeta, Saint-Sébastien   | 1-1   | Messi 27e                                         |
| 16/04/2014 | Finale     | Real Madrid   | Stade Mestalla, Valence           | 1-2   | Bartra 68e                                        |

### Ligue des champions

#### Phase de poule
| Date       | J.      | Adversaire     | Lieu                       | Score | Buteurs                                         |
| ---------- | ------- | -------------- | -------------------------- | ----- | ----------------------------------------------- |
| 18/09/2013 | Match 1 | Ajax Amsterdam | Camp Nou, Barcelone        | 4-0   | Messi 22e 55e 75e Piqué 69e                     |
| 01/10/2013 | Match 2 | Celtic FC      | Celtic Park, Glasgow       | 0-1   | Fàbregas 75e                                    |
| 22/10/2013 | Match 3 | AC Milan       | Stadio San Siro, Milan     | 1-1   | Messi 23e                                       |
| 06/11/2013 | Match 4 | AC Milan       | Camp Nou, Barcelone        | 3-1   | Messi 30e (pen.) 83e Sergio 40e                 |
| 26/11/2013 | Match 5 | Ajax Amsterdam | Amsterdam Arena, Amsterdam | 2-1   | Xavi 49e (pen.)                                 |
| 11/12/2013 | Match 6 | Celtic FC      | Camp Nou, Barcelone        | 6-1   | Piqué 7e Pedro 40e Neymar 45e 48e 58e Tello 71e |

| Rang | Équipe         | Pts | J | G | N | P | Bp | Bc | Diff |
| ---- | -------------- | --- | - | - | - | - | -- | -- | ---- |
| 1    | FC Barcelone   | 13  | 6 | 4 | 1 | 1 | 16 | 5  | +11  |
| 2    | AC Milan       | 9   | 6 | 2 | 3 | 1 | 8  | 5  | +3   |
| 3    | Ajax Amsterdam | 8   | 6 | 2 | 2 | 2 | 5  | 8  | -3   |
| 4    | Celtic FC      | 3   | 6 | 1 | 0 | 5 | 3  | 14 | -11  |

#### 1/8 de finale
| Date       | J.        | Adversaire      | Lieu                       | Score | Buteurs                         |
| ---------- | --------- | --------------- | -------------------------- | ----- | ------------------------------- |
| 18/02/2014 | 8e aller  | Manchester City | Etihad Stadium, Manchester | 0-2   | Messi 54e (pen.) Dani Alves 90e |
| 12/03/2014 | 8e retour | Manchester City | Camp Nou, Barcelone        | 2-1   | Messi 67e Dani Alves 90+1e      |

#### 1/4 de finale
| Date       | J.         | Adversaire      | Lieu                           | Score | Buteurs    |
| ---------- | ---------- | --------------- | ------------------------------ | ----- | ---------- |
| 01/04/2014 | 1/4 aller  | Atlético Madrid | Camp Nou, Barcelone            | 1-1   | Neymar 71e |
| 09/04/2014 | 1/4 retour | Atlético Madrid | Stade Vicente Calderón, Madrid | 1-0   |            |

## Statistiques individuelles

### Statistiques des buteurs
mis à jour le 17 mai 2014
| Place   | Nom                              | Liga | Coupe du Roi | Ligue des champions | Supercoupe d'Espagne | TOTAL des buts |
| 1       | Messi                            | 28   | 5            | 8                   |                      | 41             |
| 2       | Alexis                           | 19   | 2            |                     |                      | 21             |
| 3       | Pedro                            | 15   | 3            | 1                   |                      | 19             |
| 4       | Neymar                           | 9    | 1            | 4                   | 1                    | 15             |
| 5       | Fàbregas                         | 8    | 4            | 1                   |                      | 13             |
| 6       | Tello                            | 1    | 3            | 1                   |                      | 5              |
| 7       | Piqué                            | 2    |              | 2                   |                      | 4              |
| 7       | Xavi                             | 3    |              | 1                   |                      | 4              |
| 7       | Alves                            | 2    |              | 2                   |                      | 4              |
| 7       | Adriano                          | 3    | 1            |                     |                      | 4              |
| 11      | Sergio                           | 1    | 1            | 1                   |                      | 3              |
| 11      | Iniesta                          | 3    |              |                     |                      | 3              |
| 13      | Puyol                            | 1    | 1            |                     |                      | 2              |
| 13      | Bartra                           | 1    | 1            |                     |                      | 2              |
| 15      | Dongou                           |      | 1            |                     |                      | 1              |
| csc     | Yoel (Celta Vigo)                | 1    |              |                     |                      | 1              |
| csc     | M. Sánchez (FC Cartagena)        |      | 1            |                     |                      | 1              |
| csc     | Juanfran (Levante UD)            |      | 1            |                     |                      | 1              |
| csc     | Zubikarai (Real Sociedad)        |      | 1            |                     |                      | 1              |
| csc     | Figueras (Real Betis)            | 1    |              |                     |                      | 1              |
| csc     | Gabriel Paulista (Villarreal CF) | 1    |              |                     |                      | 1              |
| csc     | Musacchio (Villarreal CF)        | 1    |              |                     |                      | 1              |
| Détails | 15 buteurs blaugrana             | 100  | 26           | 21                  | 1                    | 148            |

### Statistiques des passeurs
mis à jour le 17 mai 2014
| Place   | Nom                   | Liga | Coupe du Roi | Ligue des champions | Supercoupe d'Espagne | TOTAL des passes |
| 1       | Fàbregas              | 14   | 2            | 1                   |                      | 17               |
| 2       | Messi                 | 11   | 3            |                     |                      | 14               |
| 3       | Alexis                | 9    | 2            | 1                   |                      | 12               |
| 3       | Neymar                | 8    |              | 3                   |                      | 11               |
| 5       | Iniesta               | 6    | 1            | 3                   |                      | 10               |
| 6       | Pedro                 | 8    | 1            |                     |                      | 9                |
| 7       | Xavi                  | 2    | 1            | 3                   |                      | 6                |
| 8       | Adriano               | 1    | 1            | 2                   |                      | 4                |
| 8       | Montoya               | 1    | 2            | 1                   |                      | 4                |
| 8       | Tello                 | 2    | 2            |                     |                      | 4                |
| 8       | Alves                 | 3    |              |                     | 1                    | 4                |
| 12      | Sergio                | 1    |              | 1                   |                      | 2                |
| 12      | Alba                  | 2    |              |                     |                      | 2                |
| 14      | Song                  |      | 1            |                     |                      | 1                |
| Détails | 14 passeurs blaugrana | 69   | 16           | 15                  | 1                    | 101              |

### Statistiques individuelles
Mis à jour le 17 mai 2014
| Numéro | Nat. | Nom        | Championnat | Championnat | Championnat | Championnat  | Coupe du Roi | Coupe du Roi | Coupe du Roi | Coupe du Roi | Ligue des champions | Ligue des champions | Ligue des champions | Ligue des champions | Supercoupe d'Espagne | Supercoupe d'Espagne | Supercoupe d'Espagne | Supercoupe d'Espagne | Total | Total       | Total  | Total        |
| Numéro | Nat. | Nom        | M.j.        | But inscrit | Averti      | Carton rouge | M.j.         | But inscrit  | Averti       | Carton rouge | M.j.                | But inscrit         | Averti              | Carton rouge        | M.j.                 | But inscrit          | Averti               | Carton rouge         | M.j.  | But inscrit | Averti | Carton rouge |
| ------ | ---- | ---------- | ----------- | ----------- | ----------- | ------------ | ------------ | ------------ | ------------ | ------------ | ------------------- | ------------------- | ------------------- | ------------------- | -------------------- | -------------------- | -------------------- | -------------------- | ----- | ----------- | ------ | ------------ |
| 1      |      | Valdés     | 26          | 0           | 2           | 0            | 0            | 0            | 0            | 0            | 6                   | 0                   | 0                   | 0                   | 2                    | 0                    | 0                    | 0                    | 34    | 0           | 2      | 0            |
| 2      |      | Montoya    | 13          | 0           | 0           | 0            | 4            | 0            | 1            | 0            | 2                   | 0                   | 1                   | 0                   | 0                    | 0                    | 0                    | 0                    | 19    | 0           | 2      | 0            |
| 3      |      | Piqué      | 26          | 2           | 5           | 0            | 2            | 0            | 0            | 0            | 9                   | 2                   | 1                   | 0                   | 2                    | 0                    | 1                    | 0                    | 39    | 4           | 7      | 0            |
| 4      |      | Fàbregas   | 36          | 8           | 4           | 0            | 8            | 4            | 1            | 0            | 9                   | 1                   | 4                   | 0                   | 2                    | 0                    | 1                    | 0                    | 55    | 13          | 10     | 0            |
| 5      |      | Puyol      | 5           | 1           | 0           | 0            | 6            | 1            | 0            | 0            | 1                   | 0                   | 0                   | 0                   | 0                    | 0                    | 0                    | 0                    | 12    | 2           | 0      | 0            |
| 6      |      | Xavi       | 30          | 3           | 0           | 0            | 5            | 0            | 0            | 0            | 10                  | 1                   | 0                   | 0                   | 2                    | 0                    | 0                    | 0                    | 47    | 4           | 0      | 0            |
| 7      |      | Pedro      | 37          | 15          | 3           | 0            | 8            | 3            | 0            | 0            | 5                   | 1                   | 0                   | 0                   | 2                    | 0                    | 0                    | 0                    | 52    | 19          | 3      | 0            |
| 8      |      | Iniesta    | 35          | 3           | 0           | 0            | 6            | 0            | 0            | 0            | 9                   | 0                   | 2                   | 0                   | 2                    | 0                    | 0                    | 0                    | 52    | 3           | 2      | 0            |
| 9      |      | Alexis     | 34          | 19          | 2           | 0            | 9            | 2            | 1            | 0            | 9                   | 0                   | 3                   | 0                   | 2                    | 0                    | 0                    | 0                    | 54    | 21          | 6      | 0            |
| 10     |      | Messi      | 31          | 28          | 2           | 0            | 6            | 5            | 1            | 0            | 7                   | 8                   | 0                   | 0                   | 2                    | 0                    | 0                    | 0                    | 46    | 41          | 3      | 0            |
| 11     |      | Neymar     | 26          | 9           | 6           | 0            | 3            | 1            | 0            | 0            | 10                  | 4                   | 1                   | 0                   | 2                    | 1                    | 1                    | 0                    | 41    | 15          | 9      | 0            |
| 12     |      | Dos Santos | 3           | 0           | 0           | 0            | 0            | 0            | 0            | 0            | 0                   | 0                   | 0                   | 0                   | 0                    | 0                    | 0                    | 0                    | 3     | 0           | 0      | 0            |
| 13     |      | Pinto      | 13          | 0           | 1           | 0            | 9            | 0            | 0            | 0            | 4                   | 0                   | 0                   | 0                   | 0                    | 0                    | 0                    | 0                    | 26    | 0           | 1      | 0            |
| 14     |      | Mascherano | 28          | 0           | 9           | 0            | 7            | 0            | 2            | 0            | 9                   | 0                   | 2                   | 0                   | 2                    | 0                    | 0                    | 0                    | 46    | 0           | 13     | 0            |
| 15     |      | Bartra     | 19          | 1           | 3           | 0            | 5            | 1            | 1            | 0            | 4                   | 0                   | 0                   | 0                   | 0                    | 0                    | 0                    | 0                    | 28    | 2           | 4      | 0            |
| 16     |      | Sergio     | 32          | 1           | 11          | 0            | 5            | 1            | 2            | 0            | 9                   | 1                   | 2                   | 0                   | 2                    | 0                    | 2                    | 0                    | 48    | 3           | 17     | 0            |
| 17     |      | Song       | 19          | 0           | 2           | 0            | 7            | 0            | 1            | 0            | 4                   | 0                   | 0                   | 0                   | 1                    | 0                    | 0                    | 0                    | 31    | 0           | 3      | 0            |
| 18     |      | Alba       | 15          | 0           | 5           | 1            | 5            | 0            | 0            | 0            | 3                   | 0                   | 1                   | 0                   | 2                    | 0                    | 1                    | 0                    | 25    | 0           | 7      | 1            |
| 19     |      | Afellay    | 1           | 0           | 0           | 0            | 1            | 0            | 0            | 0            | 0                   | 0                   | 0                   | 0                   | 0                    | 0                    | 0                    | 0                    | 2     | 0           | 0      | 0            |
| 20     |      | Tello      | 22          | 1           | 0           | 0            | 6            | 3            | 0            | 0            | 2                   | 1                   | 0                   | 0                   | 0                    | 0                    | 0                    | 0                    | 30    | 5           | 0      | 0            |
| 21     |      | Adriano    | 26          | 3           | 8           | 0            | 7            | 1            | 1            | 0            | 5                   | 0                   | 0                   | 0                   | 0                    | 0                    | 0                    | 0                    | 38    | 3           | 8      | 0            |
| 22     |      | Alves      | 27          | 2           | 7           | 0            | 5            | 0            | 0            | 0            | 8                   | 2                   | 2                   | 0                   | 2                    | 0                    | 0                    | 0                    | 42    | 4           | 9      | 0            |
| 23     |      | Cuenca     | 0           | 0           | 0           | 0            | 0            | 0            | 0            | 0            | 0                   | 0                   | 0                   | 0                   | 0                    | 0                    | 0                    | 0                    | 0     | 0           | 0      | 0            |
| 24     |      | Roberto    | 17          | 0           | 0           | 0            | 6            | 0            | 1            | 0            | 4                   | 0                   | 1                   | 0                   | 0                    | 0                    | 0                    | 0                    | 30    | 0           | 2      | 0            |
| 25     |      | Oier       | 0           | 0           | 0           | 0            | 0            | 0            | 0            | 0            | 0                   | 0                   | 0                   | 0                   | 0                    | 0                    | 0                    | 0                    | 0     | 0           | 0      | 0            |
| 27     |      | Patric     | 0           | 0           | 0           | 0            | 0            | 0            | 0            | 0            | 1                   | 0                   | 0                   | 0                   | 0                    | 0                    | 0                    | 0                    | 1     | 0           | 0      | 0            |
| 28     |      | Adama      | 1           | 0           | 0           | 0            | 0            | 0            | 0            | 0            | 1                   | 0                   | 0                   | 0                   | 0                    | 0                    | 0                    | 0                    | 2     | 0           | 0      | 0            |
| 29     |      | Dongou     | 1           | 0           | 0           | 0            | 1            | 1            | 0            | 0            | 1                   | 0                   | 0                   | 0                   | 0                    | 0                    | 0                    | 0                    | 3     | 1           | 0      | 0            |

## Statistiques de l'équipe
|                               | La Liga | Ligue des champions | Coupe | Supercoupe | Total |
| ----------------------------- | ------- | ------------------- | ----- | ---------- | ----- |
| Matchs joués                  | 38      | 10                  | 9     | 2          | 59    |
| Matchs gagnés                 | 27      | 6                   | 7     | 0          | 40    |
| Matchs nuls                   | 6       | 2                   | 1     | 2          | 11    |
| Matchs perdus                 | 5       | 2                   | 1     | 0          | 8     |
| Buts marqués                  | 100     | 21                  | 26    | 1          | 148   |
| Buts encaissés                | 33      | 8                   | 6     | 1          | 48    |
| Matchs sans encaisser de buts | 16      | 3                   | 4     | 1          | 24    |
| Buts par des remplaçants      | 6       | 1                   | 3     | 1          | 11    |
| Tirs                          | 646     | 149                 | 180   | 16         | 991   |
| Corners pour                  | 269     | 70                  | 81    | 7          | 427   |
| Corners contre                | 149     | 28                  | 18    | 2          | 199   |
| Joueurs utilisés              | 25      | 24                  | 22    | 14         | 26    |
| Hors-jeux                     | 109     | 27                  | 23    | 0          | 159   |
| Fautes reçues                 | 549     | 159                 | 109   | 46         | 863   |
| Fautes commises               | 435     | 111                 | 102   | 22         | 670   |
| Cartons jaunes                | 73      | 20                  | 13    | 6          | 112   |
| Cartons rouges                | 1       | 0                   | 0     | 0          | 1     |

- Mis à jour : 17 mai 2014
- Source : ESPN
- Joueurs utilisés 1: le FC Barcelone a utilisé un total de 26 joueurs dans les compétitions officielles.

### Autres statistiques
Mis à jour le 17 mai 2014
- Victoires consécutives toutes compétitions confondues : 0
- Victoires consécutives en Liga : 0
- Matchs consécutifs sans défaite : 5
- Défaites consécutives : 0
- Matchs consécutifs sans victoire : 3
- Buts marqués : 148 buts en 58 matchs officiels. Moyenne par match : 2,55
  - Premier but de la saison : Alexis Sánchez contre Levante (1re journée de Liga)
  - Penaltys pour / penaltys contre : 15 / 4
  - Premier doublé : Lionel Messi contre Levante (1re journée de Liga)
  - Premier triplé : Lionel Messi contre Valence (3e journée de Liga)
  - Premier quadruplé :
  - Buts encaissés : 48 buts en 58 matchs officiels. Moyenne par match : 0,83
  - But le plus rapide d'une rencontre :
    - Adriano à la 2e minute lors de la 24e journée de Liga (FC Barcelone - Rayo Vallecano)

  - But le plus tardif d'une rencontre :
    - Alexis Sánchez à la 94e minute lors de la 4e journée de Liga (FC Barcelone - Séville FC)

  - Plus grande marge de buts : 7
    - lors de la 1re journée de Liga (FC Barcelone - Levante, 7-0)
    - lors de la 28e journée de Liga (FC Barcelone - Osasuna, 7-0)

  - Plus grand nombre de buts marqués dans une rencontre : 7
    - lors de la 1re journée de Liga (FC Barcelone - Levante, 7-0)
    - lors de la 28e journée de Liga (FC Barcelone - Osasuna, 7-0)

  - Plus grand nombre de buts marqués en une mi-temps : 6
    - lors de la 1re journée de Liga (FC Barcelone - Levante, 7-0)

### Équipe type (toutes compétitions confondues)
Mis à jour le 17 mai 2014
| \| No. \| Pos. \| Joueur \| Titulaire \| Notes \| \| --- \| ---- \| ----------------- \| --------- \| -------------------------------------- \| \| 1 \| GK \| Víctor Valdés \| 34 \| José Manuel Pinto a 25 titularisations \| \| 3 \| DC \| Gerard Piqué \| 39 \| Marc Bartra a 23 titularisations \| \| 14 \| DC \| Javier Mascherano \| 44 \| Carles Puyol a 12 titularisations \| \| 22 \| DD \| Daniel Alves \| 42 \| Martín Montoya a 17 titularisations \| \| 18 \| DG \| Adriano Correia \| 35 \| Jordi Alba a 24 titularisations \| \| 16 \| MR \| Sergio Busquets \| 46 \| Alexandre Song a 18 titularisations \| \| 6 \| MO \| Xavi Hernández \| 41 \| Sergi Roberto a 8 titularisations \| \| 4 \| MO \| Cesc Fàbregas \| 44 \| Andrés Iniesta a 41 titularisations \| \| 9 \| AiD \| Alexis Sánchez \| 38 \| Pedro a 38 titularisations \| \| 11 \| AiG \| Neymar \| 32 \| Cristian Tello a 6 titularisations \| \| 10 \| Att \| Lionel Messi \| 43 \| \| | Valdés Alves Piqué Mascherano Adriano Busquets Xavi (C) Fàbregas Alexis Neymar Messi |                   |           |                                        |
| No. | Pos.                                                                                 | Joueur            | Titulaire | Notes                                  |
| 1 | GK                                                                                   | Víctor Valdés     | 34        | José Manuel Pinto a 25 titularisations |
| 3 | DC                                                                                   | Gerard Piqué      | 39        | Marc Bartra a 23 titularisations       |
| 14 | DC                                                                                   | Javier Mascherano | 44        | Carles Puyol a 12 titularisations      |
| 22 | DD                                                                                   | Daniel Alves      | 42        | Martín Montoya a 17 titularisations    |
| 18 | DG                                                                                   | Adriano Correia   | 35        | Jordi Alba a 24 titularisations        |
| 16 | MR                                                                                   | Sergio Busquets   | 46        | Alexandre Song a 18 titularisations    |
| 6 | MO                                                                                   | Xavi Hernández    | 41        | Sergi Roberto a 8 titularisations      |
| 4 | MO                                                                                   | Cesc Fàbregas     | 44        | Andrés Iniesta a 41 titularisations    |
| 9 | AiD                                                                                  | Alexis Sánchez    | 38        | Pedro a 38 titularisations             |
| 11 | AiG                                                                                  | Neymar            | 32        | Cristian Tello a 6 titularisations     |
| 10 | Att                                                                                  | Lionel Messi      | 43        |                                        |

### Récompenses et distinctions
Lionel Messi figure parmi les trois nommés au Prix du Meilleur joueur d'Europe décerné par l'UEFA le 29 août 2013 à Nyon. Il est 2e avec 13 votes derrière Franck Ribéry qui termine 1er avec 36 votes mais devant Cristiano Ronaldo qui ne récolte que 3 votes.
Quatre joueurs du FC Barcelone figurent parmi les 23 nommés du Ballon d'or 2013 : Lionel Messi, Andrés Iniesta, Xavi Hernández et Neymar. Lionel Messi figure parmi les trois finalistes ce qui assure un nouveau podium à un joueur du FC Barcelone, le 28e pour un joueur du Barça dans l'histoire du Ballon d'or. C'est la septième édition consécutive qu'un joueur du FC Barcelone figure sur le podium. Lionel Messi obtient la deuxième place après avoir remporté les quatre éditions précédentes.
Quatre joueurs de Barcelone figurent dans le onze idéal de l'année 2013 FIFA/FIFPro World XI : Lionel Messi, Andrés Iniesta, Xavi Hernández et Dani Alves. Messi figure dans ce onze idéal pour la septième année consécutive.

### Joueurs en sélection nationale
Jusqu'à 24 joueurs du club auront la possibilité de disputer la Coupe du monde de 2014 au Brésil. Valdés, Piqué, Puyol, Alba, Fàbregas, Xavi, Busquets, Iniesta, et Pedro sont des habitués de l'équipe d'Espagne. À ce groupe de neuf joueurs, il faut ajouter Bartra, Deulofeu, Tello et Montoya qui ont également des chances d'être du voyage. Dans sa pré-liste de 30 joueurs de mai 2014, le sélectionneur espagnol Vicente del Bosque place sept joueurs de Barcelone : Piqué, Alba, Fàbregas, Xavi, Busquets, Iniesta et Pedro. Les sept se trouvent dans la liste définitive donnée par Del Bosque le 31 mai.
Pour ce qui est des autres nations représentées au Barça, les Brésiliens Neymar, Alves et Adriano, les Argentins Messi et Mascherano, les Camerounais Song, Dongou et Bagnack, le Chilien Alexis Sánchez, le Néerlandais Afellay et le Mexicain Dos Santos, sont les autres joueurs pouvant prendre part à la Coupe du monde 2014.
Finalement, un total de 13 joueurs du Barça participent à la Coupe du monde, c'est le club qui apporte le plus de joueurs juste après le Bayern et Manchester United (14). Il s'agit des 7 joueurs Espagnols, des Argentins Messi et Mascherano, des Brésiliens Alves et Neymar, du Chilien Alexis Sánchez et du Camerounais Alex Song.
Lionel Messi et Javier Mascherano parviennent en finale de la Coupe du monde avec l'Argentine (défaite 1 à 0 face à l'Allemagne). Lionel Messi remporte le Ballon d'or Adidas de meilleur joueur de la Coupe du monde.

## Tactique
Le nouvel entraîneur Gerardo Martino n'apporte pas de changements fondamentaux au jeu du FC Barcelone qui continue à être basé sur la possession du ballon. Toutefois, Martino insiste sur le pressing effectué le plus haut possible afin de récupérer la balle le plus près possible du but adverse.

## Affluence et télévision
L'affluence moyenne au Camp Nou pendant la saison 2013-2014 est de 72 116 spectateurs. Seul le Borussia Dortmund et Manchester United font mieux avec 80 297 et 75 207 spectateurs respectivement.

## Aspects juridiques et économiques
Le FC Barcelone bénéficie d'un nouveau sponsor sur son maillot. Il s'agit de la compagnie aérienne Qatar Airways qui signe un contrat de 170 millions d'euros pour 6 ans. Il s'agit du contrat le plus important dans ce domaine.
Le 9 septembre 2013, le club annonce un accord de sponsoring de trois ans avec la banque des Émirats arabes unis United Arab Bank.
Le 11 décembre 2013, Intel devient sponsor du FC Barcelone après avoir passé un accord de 5 millions d'euros par année jusqu'en 2016.
Le 20 janvier 2014, le président Sandro Rosell présente lors d'une conférence de presse le projet de rénovation complète du Camp Nou dont toutes les places seraient couvertes et atteindrait une capacité pour 105 000 spectateurs. Selon Sandro Rosell, il s'agit en fait d'un nouveau stade qui serait construit à la même place que le Camp Nou actuel, en vidant progressivement les éléments actuels et n'en conservant que la structure. Ce projet dont le coût s'élève à 600 M€ est soumis aux socios au moyen d'un référendum qui a lieu au mois d'avril 2014. Le stade continuerait à être utilisable pour les matchs du Barça durant les travaux qui s'étaleraient entre 2017 et 2021.
Le 23 janvier, le président du club Sandro Rosell présente sa démission à la suite de l'ouverture d'une enquête judiciaire visant de possibles irrégularités financières dans le transfert de Neymar. Sandro Rosell est remplacé par Josep Maria Bartomeu qui était jusqu'alors vice-président.
En mars, le club signe un partenariat avec la marque horlogère suisse Maurice Lacroix.
Le 2 avril, la FIFA annonce une sanction contre le FC Barcelone qui lui interdit de recruter de nouveaux joueurs lors des deux prochains mercatos en raison d'irrégularités dans le recrutement de joueurs âgés de moins de 18 ans.